# Baby Talk
Baby Talk foi uma sitcom americana que foi ao ar na ABC de 1991 até 1992 como parte da programação ABC TGIF. O show foi vagamente baseado no popular Look Who's Talking, e foi adaptado para a televisão por Ed Weinberger. Amy Heckerling criou os personagens originais da série, enquanto usando a chave e script elementais de Look Who's Talking, que ela havia escrito e dirigido.